# God van de gaten
De term god van de gaten of 'god van de leemten' heeft vooral te maken met een argument voor het soort Godsbeeld dat mensen van God kunnen hebben. Bij dit beeld wordt wat door de wetenschap nog niet ontdekt is gezien als bewijs voor Gods bestaan. De term was bedacht door christelijke theologen, niet om het bewijs van God te ontkennen, maar als argument tegen het uitsluitend steunen op teleologische argumenten voor Gods bestaan.
Soms wordt "god van de gaten" als kritiek op theologie gezien, hierbij is de aanname dat men altijd het bestaan van een schepper voorstelt voor wat nog niet door de wetenschap kan worden uitgelegd. Maar, deze gedachte sluit uit dat een Schepper door de natuur heen werkt. Een voorbeeld hiervan is te zien bij Richard Dawkins: "Steeds meer zaken die vroeger met het ingrijpen van een goddelijk wezen verklaard werd, hebben tegenwoordig een duidelijke natuurwetenschappelijke verklaring gevonden; zo is er een afnemende hoeveelheid 'gaten' in de wetenschappelijke kennis over waarin nog een god 'past'.".
Wanneer een verschijnsel dan toch wetenschappelijk wordt verklaard, verdwijnt dit godsbeeld.

## Begrip
Het begrip god van de gaten werd bedacht door Henry Drummond. Hij omschreef in zijn werk "Lowell Lectures on the Ascent of Man" christenen die dingen waar de wetenschap (nog) geen verklaring voor heeft toeschrijven aan het werk van God. In de 20e eeuw werkte predikant Dietrich Bonhoeffer de term verder uit in brieven die hij schreef vanuit een gevangenis waar hij tijdens de Tweede Wereldoorlog zat. De term kreeg in 1955 meer bekendheid toen Charles Alfred Coulson hem gebruikte in zijn boek Science and Christian Belief.

## Voorbeeld
De filosoof Floris van den Berg legt het godsbeeld uit van mensen die God zien als de 'god van de gaten': "Gelovigen zeggen: 'De wetenschap kan X niet verklaren, derhalve heeft God X veroorzaakt.' De wetenschap geeft dan als antwoord: 'De wetenschap heeft X nog niet verklaard, maar we zullen dat in de toekomst waarschijnlijk wel kunnen'." Voor wereldreligies beschrijft Floris van den Berg echter een karikatuur van hun God. De religieuze Newton zag bijvoorbeeld in zijn wetenschappelijke verklaring van hoe de planeten in hun baan werden gehouden het bewijs dat God de Schepper van deze planeten en zon was en dat God alles door natuurwetten in stand hield. De natuurwetten waren bewijs voor een logische God, het zou zelfs de menselijke heilige taak zijn om te ontdekken hoe God de natuur had geschapen.
Met het oog op Intelligent Design betoogde de astrofysicus Neil deGrasse Tyson dat het niets anders voorstelt dan een god van de gaten, die het gebrek -zolang dat er is- aan wetenschappelijke verklaringen voor bepaalde natuurverschijnselen opvult. Heino Falcke, hoogleraar astrodeeltjesfysica en radio-astronomie, zei hierover echter: 'geloof is niet bedoeld om de gaten in onze wetenschap op te vullen. Geloof is ook geen beperking in de wetenschap, maar maakt je vrij.' 

## Kritiek
De term wordt vaak bekritiseerd, bijvoorbeeld om het feit dat het zou betekenen dat men een god alleen gebruikt om onverklaarbare zaken te verklaren en nergens anders voor. 
De term werkt verwarrend, het leidt af van belangrijkere zaken van geloof, en een christelijke kijk gaat veel verder: 'alle fenomenen die in de natuur voorkomen, doen dit omdat God de wereld in stand houdt, en dus (althans indirect) alles veroorzaakt. Maar dit betekent niet dat alle fenomenen bewijs voor het bestaan van God zijn.'  
Het "god van de gaten"-argument is vroeger vaak gebruikt door geleerde christenen, bedoeld als kritiek op zwak of niet steekhoudend geloof, niet als een stelling tegen theïsme of geloof in een god.